# Thomas Ahlström
Thomas Ahlström (* 17. července 1952) je bývalý švédský fotbalista, záložník. V roce 1983 byl nejlepším střelcem švédské ligy.

## Fotbalová kariéra
Ve švédské lize hrál za IF Elfsborg, nastoupil ve 240 ligových utkáních a dal 102 gólů. V letech 1980-1981 hrál řecké lize v týmu Olympiakos Pireus, se kterým získal tři mistrovské tituly a jedno vítězství v řeckém fotbalovém poháru. V Poháru mistrů evropských zemí nastoupil ve 2 utkáních a dal 1 gól a v Poháru UEFA nastoupil v 5 utkáních a dal 1 gól. Za švédskou fotbalovou reprezentaci nastoupil v letech 1973–1982 v 11 utkáních a dal 2 góly. Byl členem švédské fotbalové reprezentace na Mistrovství světa ve fotbale 1974, nastoupil ve 2 utkáních.

## Ligová bilance
| Ročník                    | Zápasy | Góly | Klub              |
| ------------------------- | ------ | ---- | ----------------- |
| 1. švédská liga 1970      | 2      | 0    | IF Elfsborg       |
| 1. švédská liga 1971      | 4      | 0    | IF Elfsborg       |
| 2. švédská liga 1972      | -      | -    | IF Elfsborg       |
| 1. švédská liga 1973      | 25     | 12   | IF Elfsborg       |
| 1. švédská liga 1974      | 24     | 12   | IF Elfsborg       |
| 1. švédská liga 1975      | 23     | 9    | IF Elfsborg       |
| 1. švédská liga 1976      | 23     | 9    | IF Elfsborg       |
| 1. švédská liga 1977      | 25     | 11   | IF Elfsborg       |
| 1. švédská liga 1978      | 26     | 13   | IF Elfsborg       |
| 1. švédská liga 1979      | 24     | 7    | IF Elfsborg       |
| Řecká Superliga 1979/1980 | 16     | 6    | Olympiakos Pireus |
| Řecká Superliga 1980/1981 | 25     | 5    | Olympiakos Pireus |
| Řecká Superliga 1981/1982 | 1      | 0    | Olympiakos Pireus |
| 1. švédská liga 1982      | 20     | 5    | IF Elfsborg       |
| 1. švédská liga 1983      | 22     | 16   | IF Elfsborg       |
| 1. švédská liga 1984      | 22     | 8    | IF Elfsborg       |
| CELKEM 1. švédská liga    | 240    | 102  |                   |
| CELKEM Řecká Superliga    | 45     | 11   |                   |